# Bösel
Bösel – gmina samodzielna (niem. Einheitsgemeinde) w Niemczech, w kraju związkowym Dolna Saksonia w powiecie Cloppenburg.

## Współpraca
Miejscowość partnerska:
- Dippoldiswalde, Saksonia